# موال لإنجلترا ضيق الأفق

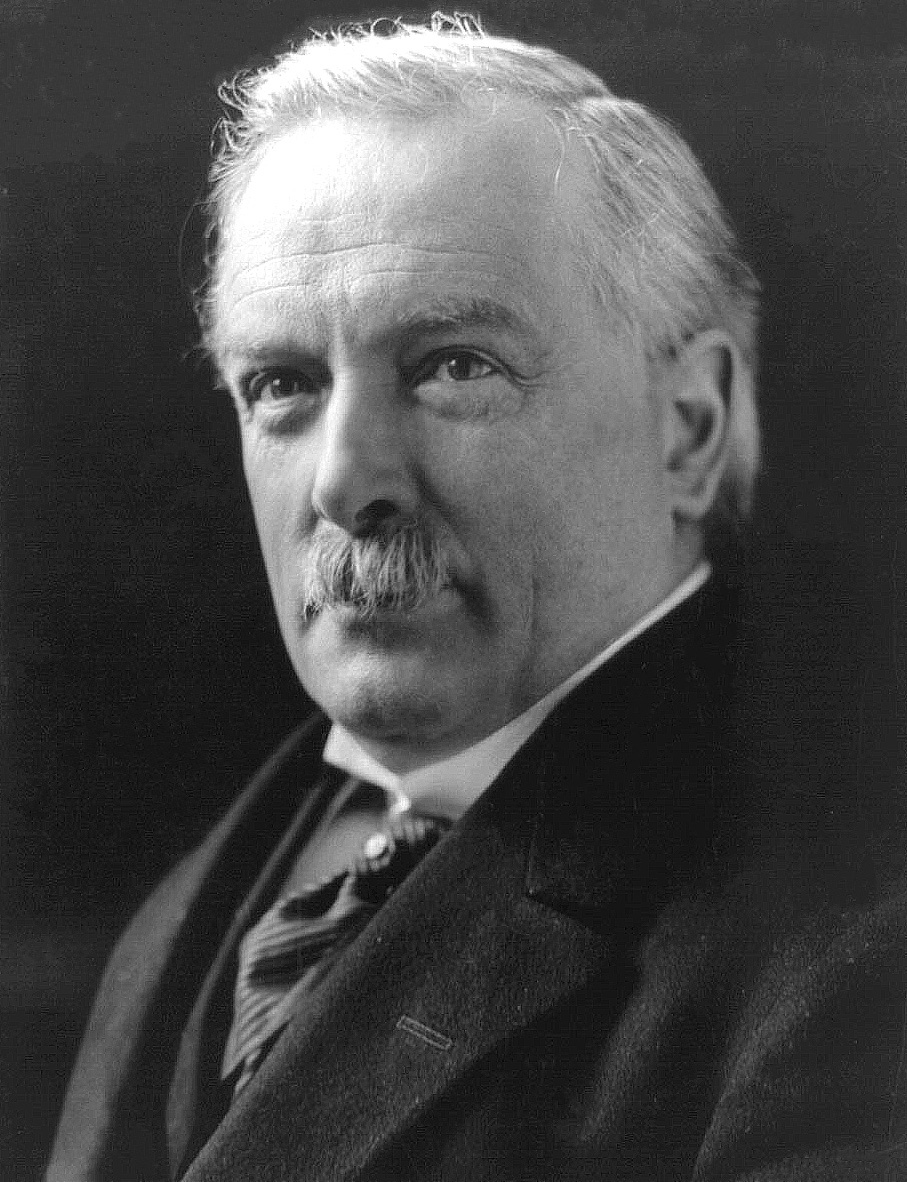

تاريخيًا، يشير مصطلح موال لإنجلترا ضيق الأفق إلى موقف سياسي معادٍ للإمبريالية يرجع تاريخ استخدامه بدايةً من فترة حرب البوير الثانية (1899–1902) وكثيرًا ما يتم تطبيقه على الأيدلوجية الشخصية التي يتبناها ويليام غلادستون. ولاحقًا، خصص هذا المصطلح للإشارة إلى الأشخاص المعادون لـ الإمبراطورية البريطانية والموالين لـ «إنجلترا» على ألا يمتد نطاق استخدامه لأبعد من حدود المملكة المتحدة – على سبيل المثال، كتب آرثر بونسومبي عن رئيس الحزب الليبرالي السيد هنري كامبل بانرمان والذي كان يشتهر بمعارضته لحرب بوير: «تمثل الانطباع الذي يمكن أن يأخذه الشخص عنه بالاعتماد على الصحافة التي كانت موجودة في ذلك الوقت...في أنه شخص موالٍ لإنجلترا ضيق الأفق وليس وطنيًا».
يتميز الشخص الموالي لإنجلترا الضيق الأفق بأنه يتحدث العامية، وهي صفة يتم إطلاقها في إطار الانتقادات الموجهة لـ الإنجليز الذين يُعرفون بـ كراهيتهم للأجانب و/أو أنهم قوميون بشكل مفرط وغالبًا ما يتهمون بـ «الجهل» و«الفظاظة». وفي بعض الأحيان، يطلق هذا المصطلح على الأشخاص المعادين للعولمة؛ على سبيل المثال أولئك الأشخاص الذين يعارضون عضوية الاتحاد الأوروبي.
إن مصطلح «موالٍ لإنجلترا ضيق الأفق» يسبق في تواجده تاريخ استخدامه السياسي؛ فقد تم استخدام تعبير «إنجلترا ضيقة الأفق هذه» في خطبة يوم البارود على لسان الداعية متبني المذهب التطهيري الإنجليزي توماس هوك (5 نوفمبر 1626). واُستخدم هذا المصطلح كذلك في مسرحية شكسبير هنري الثامن (1601)، عندما أخبرت السيدة العجوز آن بولن،
"على سبيل الاعتقاد، إذا كان الأمر يتعلق بإنجلترا ضيقة الأفق / كنت لتجرؤين على تبني هذا الفكر:
أما أنا فكنت لأفعل إذا كان الأمر يتعلق بكارنارفونشير"